# Marktgemeinde
 (janvier 2012).
Si vous disposez d'ouvrages ou d'articles de référence ou si vous connaissez des sites web de qualité traitant du thème abordé ici, merci de compléter l'article en donnant les références utiles à sa vérifiabilité et en les liant à la section « Notes et références ».
Le terme allemand Marktgemeinde ou, simplement, Markt (« marché ») désigne une municipalité avec le droit historique de tenir marché. Selon le droit local en Bavière et les zones limitrophes de Hesse, ainsi qu'en Autriche et dans le Tyrol du Sud, il s’agit d’une appellation pour une municipalité (Gemeinde) avec un droit mercantile soit historique soit formellement donné. Dans quelques communes, la désignation fait partie du nom de la commune, comme Markt Allhau, Markt Schwaben ou Marktbergel.
Depuis le Moyen Age jusqu'au XVIIIe siècle, les habitants des plus grands lieux se sont vu investir du droit d'organiser des marchés. À la différence des villes, ces lieux ne sont pas entourés par un mur, bien qu'ils possédaient des fortifications et également des portes. Aujourd'hui, dans l'État de Bavière, une commune d'une certaine importance régionale peut être élevée au rang de Markt par le ministère de l'Intérieur ; de la même façon qu'un bourg, il constitue un niveau intermédiaire entre commune et ville.
En Autriche, la décision sur l'évélation d'une commune sera prise par le gouvernement du land. Une condition préalable est que la collectivité locale est souvent assez grande, mais n'a pas le statut de ville (ce qui requiert notamment la construction d'un hôpital). Aujourd'hui, le titre continu a son importance uniquement en relation avec des raisons purement représentatives.